# Lanzarote, la isla estrellada
Lanzarote, la isla estrellada es una película canaria dirigida por Manuel Mora Morales

## Sinopsis
La película relata la increíble gesta de los hermanos Medina Cáceres. Una historia relacionada con la destrucción de las costas de Lanzarote, isla del archipiélago canario que actualmente se estrella contra su propio desarrollo urbanístico.
Junto al Premio Nobel José Saramago, intervienen otros intelectuales y ciudadanos, conscientes de la necesidad de frenar a toda costa la especulación urbanística. La película es una reflexión sobre el modelo actual de turismo y desarrollo. No sólo se ha puesto de relieve su aspecto más conocido en la actualidad, el de la corrupción empresarial y política, sino los elementos que inciden de manera perturbadora sobre la ecología humana y natural.
El núcleo del film es una antigua casa de salineros. Situada hasta hace pocos años a la orilla del mar, se encuentra ahora a muchos metros del agua, cercada por un gran complejo turístico que ha devastado esa parte de la costa, antes llamada Berrugo, entre Playa Blanca y Papagayo, en el municipio de Yaiza.
Como si fuera la aldea de Asterix, la Casa de Berrugo ha resistido durante años los embates desarrollistas que han pretendido hacerla desaparecer. Su dueños son los hermanos Medina Cáceres, nacidos en esta vivienda del siglo XVIII que era propiedad de sus padres desde 1905. A pesar de la avanzada edad de estos hermanos, su resistencia a abandonar su casa se ha hecho legendaria dentro y fuera de Lanzarote.
Esta lucha de largos años, es descrita por sus protagonistas y comentada por quienes viven de cerca el salvajismo arquitectónico en la isla que hasta hace pocos años fue la gran reserva del turismo ecológico en Canarias. La Isla de César Manrique. Hoy, la Isla Estrellada.

## Novedades técnicas
La película se puede ver en Internet en formato HD o Alta Resolución, en pantalla panorámica.
Para ello se necesita una conexión ADSL de alta velocidad. También es posible acceder a ella en modo "normal", con una resolución menor.

## Curiosidades
El equipo de fútbol Real Madrid tomó como lema la consigna que los hermanos Medina Cáceres escribieron por fuera de la casa de Berrugo: "Si luchamos, podemos perder. Si no luchamos, estamos perdidos".
El hecho sucedió cuando el presidente del Real Madrid pasó junto a la vivienda e, informado de la razón de aquella frase, se emocionó con la historia de resistencia de aquella familia y adoptó la frase como lema de su equipo, poniéndola en el estadio Santiago Bernabéu.
Al parecer, el origen de esa consigna está en una pintada que se hizo en la década de 1930, en un muro de Barcelona, durante una huelga de trabajadores.